# Nathan Juran
Naftuli Hertz Juran dit Nathan Juran est un réalisateur, scénariste et directeur artistique américain, né le 1er septembre 1907 à Gura Humorului (actuelle Roumanie) et décédé de causes naturelles le 23 octobre 2002 à Palos Verdes Estates (États-Unis).
Il a réalisé de très bons westerns de série B.

## Biographie
Nathan Juran nait en 1907 dans une famille juive de Gura Humorului, en Bucovine, qui à l'époque, fait partie de l'Autriche-Hongrie.  Alors qu'il est encore un enfant, sa famille émigre aux États-Unis et s'installe à Minneapolis. Il étudie l'architecture d'abord à l'université du Minnesota, puis au  Massachusetts Institute of Technology.  Après quelques années consacrées à l'architecture, Juran commence à travailler à Hollywood en 1937 en tant que dessinateur pour le studio R.K.O. avant de devenir directeur artistique.  Son travail de décorateur sur le film de John Ford Qu'elle était verte ma vallée lui permet de décrocher un Oscar en 1942, un trophée qu'il partage avec son collègue Richard Day. Il sera à nouveau en lice pour un Oscar en 1947 avec le film Le Fil du rasoir réalisé par Edmund Goulding.
Juran passe à la mise-en-scène en 1952 avec Le Mystère du château noir, un film de terreur mettant en vedette Boris Karloff. Il poursuit en réalisant plusieurs westerns comme Le Tueur du Montana, avec Audie Murphy ou Quand la poudre parle, dont la vedette est Ronald Reagan.  
En 1957, il réalise À des millions de kilomètres de la Terre, un film de science-fiction produit par Charles Schneer et dont les trucages sont l'œuvre de Ray Harryhausen. Les trois hommes recollaboreront une deuxième fois l'année suivante avec ce qui est sans doute le film le plus célèbre de Juran, Le Septième Voyage de Sinbad, un conte de fées à l'orientale qui connaît un réel succès. Dans la même veine du film à trucages pour enfants, Juran réalise Jack le tueur de géants en 1962. Juran, Schneer et Harryhausen se retrouveront pour une troisième et dernière fois en 1964 avec Les Premiers Hommes dans la lune, adaptation du livre de H. G. Wells.  
Au cours de la décennie 1960, Juran travaille de plus en plus pour la télévision, réalisant des épisodes de séries comme Daniel Boone, Perdus dans l'espace ou Voyage au fond des mers. Il signe son dernier film, La Malédiction du loup-garou, en 1973, renouant avec le genre de ses tout débuts : le film d'épouvante.  
Il meurt le 23 octobre 2002 à l'âge de 95 ans.

## Filmographie
- 1942 : Ten Gentlemen from West Point - direction artistique
- 1942 : The Loves of Edgar Allan Poe - direction artistique
- 1946 : Le Fil du rasoir (The Razor's Edge) - direction artistique
- 1947 : L'Orchidée  blanche (The Other Love) - direction artistique
- 1949 : Tulsa
- 1949 : Une balle dans le dos (Undertow) de William Castle
- 1951 : Le Château de la terreur (The Strange Door) de Joseph Pevney
- 1952 : Quand tu me souris (Meet Danny Wilson) - direction artistique
- 1952 : Le Mystère du château noir (The Black Castle)
- 1952 : Passage interdit ou La révolte gronde (Untamed Frontier) - direction artistique
- 1953 : Gunsmoke
- 1953 : Quand la poudre parle (Law and Order)
- 1953 : La Légende de l'épée magique (The Golden Blade)
- 1953 : Tumbleweed
- 1954 : La Tueuse de Las Vegas (Highway Dragnet)
- 1954 : La Rivière sanglante (Drums Across the River])
- 1955 : Piège double (The Crooked Web)
- 1956 : I Tre moschettieri (série télévisée)
- 1957 : Commando dans la mer du Japon (Hellcats of the Navy)
- 1957 : La chose surgit des ténèbres (The Deadly Mantis)
- 1957 : À des millions de kilomètres de la Terre (20 Million Miles to Earth)
- 1957 : Le Cerveau de la planète Arous (The Brain from Planet Arous) Crédité comme Nathan Hetz pour ce film
- 1958 : Le Imprese di una spada leggendaria
- 1958 : L'Attaque de la femme de 50 pieds (Attack of the 50 Foot Woman)
- 1958 : Le Septième Voyage de Sinbad (The 7th Voyage of Sinbad)
- 1959 : Terre de violence (Good Day for a Hanging)
- 1959 : Frances Langford Presents (série télévisée)
- 1959 : Mantelli e spade insanguinate
- 1962 : Flight of the Lost Balloon
- 1962 : Jack le tueur de géants (Jack the Giant Killer)
- 1963 : Siege of the Saxons
- 1964 : À l'est du Soudan (East of Sudan)
- 1964 : Les Premiers Hommes dans la Lune (First Men in the Moon)
- 1966 : La Revanche des Dieux (Revenge of the Gods), épisode de la série Au cœur du temps
- 1966 : The Deadly Mantis
- 1967 :  Billy le Kid (Billy the Kid), épisode de la série Au cœur du temps
- 1967 : Les Trompettes de Jéricho (The Walls of Jericho)
- 1967 : Les Aventuriers de l'espace (Raiders from Outer Space)
- 1969 : Land Raiders
- 1973 : La Malédiction du loup-garou (The Boy Who Cried Werewolf)